# Monestir de Kom
El monestir de Kom és un monestir ortodox serbi de Montenegro. Es troba a la petita illa de Gora Odrinska, prop de Žabljak Crnojevića, on el riu Crnojevic desemboca a secció occidental del llac Skadar. El monestir va ser construït entre 1415 i 1427, durant el govern dels Crnojević, i està dedicat a la Dormició de la Mare de Déu. Els frescs més antics del monestir són de la segona meitat del segle xv. Durant un curt període, el monestir va ser la seu de la Metròpoli de Zeta. El 1831, al monestir de Kom, Petar II Petrovic-Njegoš va ser nomenat com arximandrita de la Metròpoli de Montenegro.